# Yellow Sun (arma nuclear)
Yellow Sun fue el primer arma nuclear estratégica de alto rendimiento operacional británica . El nombre en realidad se refiere solo a la carcasa externa; la ojiva (o paquete de física) se conocía como "Green Grass" en el modelo Yellow Sun Mk.1 y " Red Snow " en el modelo Yellow Sun Mk.2. 
Inicialmente estuvo diseñado para contener una variedad de ojivas. El plan inicial era que llevara un tipo de reloj de alarma en la ojiva conocida como "Green Bamboo", y entonces reemplazar la ojiva conocida como "Granite". Después de firmar un acuerdo de tecnología con los EE. UU., "Green Bamboo" fue abandonado y reemplazado por un diseño de fisión pura, "Green Grass". "Granite" fue más tarde abandonado a favor de "Red Snow", basado en un diseño de EE. UU.
Una característica única de la carcasa Yellow Sun fue su nariz completamente plana. Esto proporcionó dos beneficios, uno fue que el arrastre permitió que la bomba cayera detrás del bombardero a una distancia segura antes de la detonación, y el otro fue que no generó el patrón complejo de ondas de choque que creó una nariz curvada clásica, lo que dificultó para medir la altitud barométricamente. 
Mark 1 comenzó a entrar en servicio en 1959, reemplazando el enorme Blue Danube durante el próximo año. Mark 2 comenzó a reemplazarlo en 1961. A partir de 1966, Yellow Sun fue reemplazado por el WE.177, basado en otro diseño de EE. UU. 

## Diseño
La carcasa tenía unos 21 pies (6,4 m) de largo y 48 pulgadas (1,2 m) de diámetro. La versión Mark 1 con la ojiva Green Grass pesaba 7250 libras (3288,5 kg). La versión Mk.2 con el encendedor pesaba 1700 libras (771,1 kg). Se añadió un lastre a la ojiva Red Snow para mantener el peso total, las propiedades balísticas y aerodinámicas, y evitar más pruebas largas y costosas, y cambios en la generación de energía eléctrica y la ráfaga de aire. 
A diferencia de las bombas contemporáneas de Estados Unidos con un poder destructivo similar, Yellow Sun no desplegó un paracaídas para retrasar su caída. En cambio, tenía una nariz completamente plana que inducía el arrastre, lo que ralentizaba la caída del arma lo suficiente como para permitir que el bombardero escapara de la zona de peligro. Además, la nariz roma aseguró que Yellow Sun no produjo las ondas de choque transónicas/supersónicas que habían causado muchas dificultades con barométricas de detonación, que había afectado al arma Blue Danube antes. 
La energía eléctrica era suministrada por dos turbinas de aire ram ubicadas detrás de las tomas de aire gemelas en la nariz plana. El diseño anterior del Blue Danube se había basado en baterías de plomo-ácido que habían demostrado ser poco confiables y requerir un calentamiento previo al vuelo que consumía mucho tiempo. 

## Ojivas

### Green Bamboo
Yellow Sun Stage 1 y Stage 2 fueron las designaciones originales. La Etapa 1 tenía la intención de ser un diseño provisional para transportar una ojiva de un megatón de  Green Bamboo del tipo "pastel de capas", pensada de manera similar a los conceptos soviéticos JOE.4 y "Alarm Clock" de los EE. UU. Estos diseños híbridos ahora no se consideran realmente termonucleares, pero luego se pensó que eran un trampolín en el camino hacia una bomba de fusión. La etapa 2 debía seguir cuando una verdadera ojiva termonuclear basada en el diseño de Granite estuvo disponible. 
Las 45 pulgadas (114,3 cm) de diámetro de Green Bamboo determinó el diámetro de 48 pulgadas tanto del misil Yellow Sun como del misil Blue Steel . 

### Green Grass

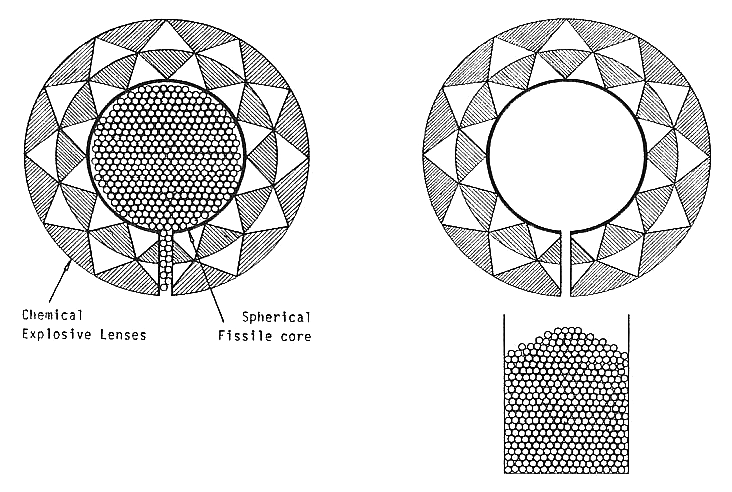
Un diagrama del dispositivo de seguridad de bola de acero de la ojiva Green Grass, que se muestra a la izquierda, lleno (seguro) y derecho, vacío (vivo)

Después de que Green Bamboo fue abandonado, se tomó la decisión de usar el Arma Megatón Provisional conocida como Green Grass en la carcasa de Yellow Sun y designarla como Yellow Sun Mk.1 hasta que encontraran mejores ojivas disponibles para un Mk.2. 
Green Grass tenía un diseño similar al Green Bamboo, aunque no era termonuclear, ya que era una ojiva de fisión pura sin refuerzo muy grande que se basaba en parte en el núcleo del dispositivo Orange Herald probado en Grapple, con algunas de las características de implosión y disparo de Bambú Verde. El iniciador de neutrones modulados fue un Blue Stone. 
Doce cabezas nucleares de Green Grass se instalaron en las carcasas mucho más grandes y antiguas derivadas de Blue Danube y conocidas como "Violet Club". Estas doce ojivas fueron luego transferidas a las carcasas Yellow Sun Mk.1 y complementadas por otras 37 ojivas. 
El rendimiento de Green Grass se declaró originalmente a la Royal Air Force (RAF) como un equivalente de 500 kilotones de TNT (2.1 PJ ), pero la estimación de los diseñadores se revisó posteriormente a la baja a 400 kt de TNT. La ojiva Green Grass nunca fue probada. Usó una cantidad peligrosamente grande de material fisible, que se cree que excede los 70 kilogramos (154,3 lb), y considerablemente más que una masa crítica sin comprimir. Se mantuvo subcrítico al convertirse en una concha esférica de paredes delgadas. Para evitar el aplastamiento accidental del núcleo en una condición crítica, la carcasa se llenó con 133,000 rodamientos de bolas de acero, con un peso de 450 kilogramos (992,1 lb). En un conflicto, estos habrían tenido que ser eliminados antes del vuelo. La RAF pensó que no era seguro. 

### Red Snow
Red Snow fue la ojiva estadounidense W28 utilizada en la bomba nuclear estadounidense Mk-28. Esto se hizo en inglés para adaptarlo a las prácticas de ingeniería británicas, y se fabricó en Gran Bretaña utilizando materiales fisionables británicos. 

## Despliegue
El despliegue comenzó en 1959-1960. Las designaciones del Servicio RAF fueron Bomb, Aircraft HE 7000 lb HC Mk.1 y Bomb, Aircraft HE 7000 lb HC Mk.2. Yellow Sun Mk.1 fue pensado como un arma de "emergencia", y no había sido diseñada para un almacenamiento confiable a largo plazo. Siempre se previó que una versión Mk.2 estaría disponible más tarde con una ojiva termonuclear verdadera derivada del tipo Granite probado en Grapple, o un tipo estadounidense disponible después del Acuerdo Bilateral Anglo-EE. UU. de 1958. Fue llevado solo por bombarderos V de la RAF. 
En septiembre de 1958 se tomó la decisión de abandonar las ojivas de tipo Granite destinadas a Yellow Sun Mk.2 (y Blue Steel, y Blue Streak MRBM ) y en su lugar adoptar la ojiva estadounidense W-28 utilizada en la bomba nuclear estadounidense Mk-28. Esto se anglicó para adaptarlo a las prácticas de ingeniería británicas, se fabricó en Gran Bretaña con materiales fisionables británicos y se conoce como Red Snow. Red Snow era más poderosa, más ligera y más pequeña que Green Grass. Siempre se previó que la carcasa de la bomba de Yellow Sun se adaptara a las ojivas sucesivas para minimizar el tiempo y el costo de desarrollo no esenciales. Yellow Sun Mk. 2 entró en servicio en 1961, y siguió siendo el arma estratégica principal lanzada desde el aire hasta que fue reemplazada por WE.177B en 1966. 
Aunque se desplegó el primer arma termonuclear diseñada por los británicos, Yellow Sun no fue el primero en desplegarse con la RAF. Las bombas termonucleares Mk-28 y Mk-43 de EE. UU. y otras habían sido suministradas a la RAF para su uso en bombarderos V antes del despliegue de Yellow Sun. Algunos bombarderos de la fuerza V solo usaron armas estadounidenses suministradas bajo arreglos de doble llave. 